# Chevrolet Série 20
A Série 20 é a versão para uma tonelada das camionetes da linha C/K produzidas pela General Motors do Brasil, no período de 1985 a 1996, sob a marca Chevrolet. A linha é composta por versões pickup, de cabine simples ou dupla, com caçamba longa ou curta, e dois SUV de 2 (Chevrolet Bonanza) ou 4 portas (Chevrolet Veraneio).

## História
A Série 20 surgiu em 1985, com um novo design que também compartilhou com as novas C10 e A10. O mercado de utilitários era acirradamente disputado entre a Ford e a Chevrolet, e a Série 10 já demonstrava sinais de cansaço perante a série de utilitários "F", da Ford.
Na linha de 1985 foram lançadas as pickups e posteriormente, em 1989, os utilitários esportivos. O grande destaque da nova série era o moderno desenho, típico dos veículos da década de 80, com identidade visual bastante semelhante ao resto da linha Chevrolet da época, com linhas retas e cantos arredondados, faróis quadrangulares iguais aos do Opala, grade frontal moldada em plástico, assim como a ponteira dos para-choques dianteiros. As dimensões da carroceria aumentaram em 100 mm na altura e na largura, em relação a Série 10 antiga. Comprimento, entre-eixos e as bitolas dianteiras e traseiras foram mantidas, pois o chassi era o mesmo da versão anterior.
A nomenclatura das pickups era determinada com o combustível utilizado: D-20 para as versões a diesel, A-20 para as versões a álcool (etanol) e C-20 para as versões a gasolina.
Em 1993 ocorreu uma nova reformulação no visual, com o emprego de faróis no formato trapezoidal, uma nova grade dianteira e um novo painel frontal. Neste mesmo ano vieram inovações mecânicas como a direção hidráulica progressiva Servotronic (opcional), embreagem com acionamento hidráulico, melhorias na suspensão, novo tanque de combustível plástico com capacidade de 126 litros, novo posicionamento do filtro de ar priorizando a captação do ar externo, reforço no chassis similar ao do caminhão leve D-40, entre outras modificações.
Em 1995, a linha de montagem, que anteriormente ficava em São José dos Campos, passou  para a fábrica de Cordoba, na Argentina, sob o regime CKD. Sem fôlego para enfrentar a concorrência dos modernos SUVs importados, os utilitários esportivos Chevrolet Bonanza e Chevrolet Veraneio foram descontinuados. No mesmo ano o fornecedor dos diferenciais mudou do tradicional Rockwell-Braseixos usado por décadas nos comerciais Chevrolet para o Dana, também utilizado na picape rival F-1000, dotado em todas as versões com sistema deslizamento limitado, chamado pela Chevrolet de Positraction.
Nesta ocasião a versão a Álcool A-20 também foi descontinuada, por conta da baixa demanda. A versão a gasolina, entretanto, ganhou o renovado motor 4.1 com injeção multi-ponto, derivado do Omega, ajustado para render 138 cv e um generoso torque em baixa rotação.
Em 1996, as pickups foram descontinuadas para ceder o lugar à Silverado, de desenho mais moderno e acabamento mais luxuoso, que embora mecanicamente similar e com bons índices de vendas, não repetiu o sucesso de suas antecessoras.

## Mecânica e Motorização
Em todos os modelos eram empregados a mesma mecânica simples, resultando na fama de robustez desses veículos. Seu chassi era composto por duas vigas de aço estampado em formato de "U", unidas por travessas.
A suspensão dianteira era independente, com o uso de bandejas superiores e inferiores, molas helicoidais e amortecedores telescópicos de dupla ação. Na traseira, era utilizado um clássico sistema com eixo diferencial rígido, feixes de molas e amortecedores hidráulicos de dupla ação.
O sistema de freios era composto por dois circuitos hidráulicos, com discos na dianteira, e tambores na traseira. O sistema possuía uma válvula proporcionadora traseira, destinada a equalizar a pressão exercida sobre os tambores traseiros de acordo com a carga do veículo. Em 1995, as pickups ganharam um sistema RWAL (Rear Wheel Anti-Lock) para aumentar a eficácia dos freios traseiros. Para fins de marketing, esse sistema foi denominado ABS-T.
Em suas versões a álcool e gasolina, os motores empregados foram os 4.1 litros de 6 cilindros em linha, adotados no Opala. Possuíam baixa potência específica, mas tinham como característica principal o torque em baixas rotações, além da reconhecida fama de duráveis. Em 1995, uma evolução desse motor, preparado pela Lotus inglesa para o Omega, passou a equipar as pickups, mas somente na versão a gasolina. Utilizava um moderno sistema de injeção sequencial multiponto Bosch Motronic, trazendo maiores valores de torque e potência com um consumo de combustível mais contido, e menor emissão de poluentes.
As versões a diesel empregaram inicialmente o Perkins Q20B4, um motor 4 cilindros aspirado de 3.9L c/ 86cv-27kgf.m e, uma evolução do Perkins 4236 utilizado na Série 10, desenhado especificamente para a linha GM, esse propulsor tinha ruído, consumo e vibração consideravelmente menores que seu antecessor. Ao fim de 1991, com a aquisição da Perkins do Brasil pela Iochpe-Maxion, o Perkins Q20B4 sofreu mais uma série de melhorias que reduziram seu peso, aumentaram sua potência e suavizaram ainda mais seu funcionamento, esse novo motor passou a se chamar Maxion S4, imediatamente equipando as picapes desse ano-modelo. Também de 4 cilindros, mas agora com 4 litros de capacidade volumétrica passou a desenvolver 90cv na versão aspirada. A partir da linha 1992 foi disponibilizada também a inédita versão Turbo, o chamado S4T, de 125cv, para concorrer com a Ford F-1000 Turbo. Em 1995, a Iochpe-Maxion reformulou o motor superalimentado, com novos bicos injetores, cabeçote e turbocompressor valvulado (waste gate) visando enquadrá-lo à norma Euro-II de emissões, em razão de suas exportações para o mercado Europeu. O novo motor passou a se chamar S4T-Plus, agora com 150cv.
As caixas de mudanças eram fornecidas pela Clark (atual Eaton- Fuller), inicialmente com 4 marchas com opção à uma caixa de 5 marchas como opcional, que passaria a ser item de série a partir da linha 1992 com a caixa Clark 2615-B, conhecida por sua resistência. As versões equipadas com turbocompressor, S4T e S4T Plus utilizaram um outro modelo de caixa de mudanças, a ZF S5-42, de 5 velocidades com sobremarcha.
Podia se adquirir como opcional aos diferenciais convencionais (negativos) os diferenciais positivos, ou de tração equalizada, nomeados pela GM como Positraction, que serviam para obter melhor tração em terrenos onde uma das rodas perde aderência, mandando (por meio de esferas de atrito) mais força à roda com mais contato ao solo, um sistema de deslizamento limitado.
Em 1990 foi lançada uma esperada versão das pickups com tração nas 4 rodas. Desenvolvido pela Engesa de São Paulo, era um sistema com suspensão independente na dianteira, por barras de torção em lugar das molas helicoidais, rodas-livres e acionamento mecânico por alavanca. Entretanto essa versão, em virtude da baixa confiabilidade do sistema, foi descontinuada pela GM para que não viesse a afetar a boa imagem da linha no mercado.

## Series especiais[7]
D20 EL Camino: Única de cabine dupla saída de fabrica, faz homenagem a Chevrolet El Camino, caminhonete famosa nos EUA, foram fabricadas 150 unidades.
D20 Champ 1: Vendida na cor vermelho Aruba, tinha santo antônio especial assim como novas rodas e faixas, assim como motores diesel turbo ou aspirado com novo para-choque envolvente, feita para comemoração da liderança de mercado.
D20 Conquest: Vendida em grandes quantidade, ela oferecia motores diesel turbo ou aspirado, vidros, trava e retrovisores elétricos, rodas de liga leve, freios ABS.

## Legado
O fim da Série 20 marcou o fim da acirrada disputa entre Ford e Chevrolet pelo mercado brasileiro de utilitários. Meses após o final de sua produção, a Ford também substituiria a F-1000, outro ícone dessa época, pela F-250 visando competir em pé de igualdade com a moderna Silverado.
O nome D-20 ainda seria reutilizado pela Chevrolet na Silverado, numa tentativa de alavancar as vendas desse modelo.

## Galeria

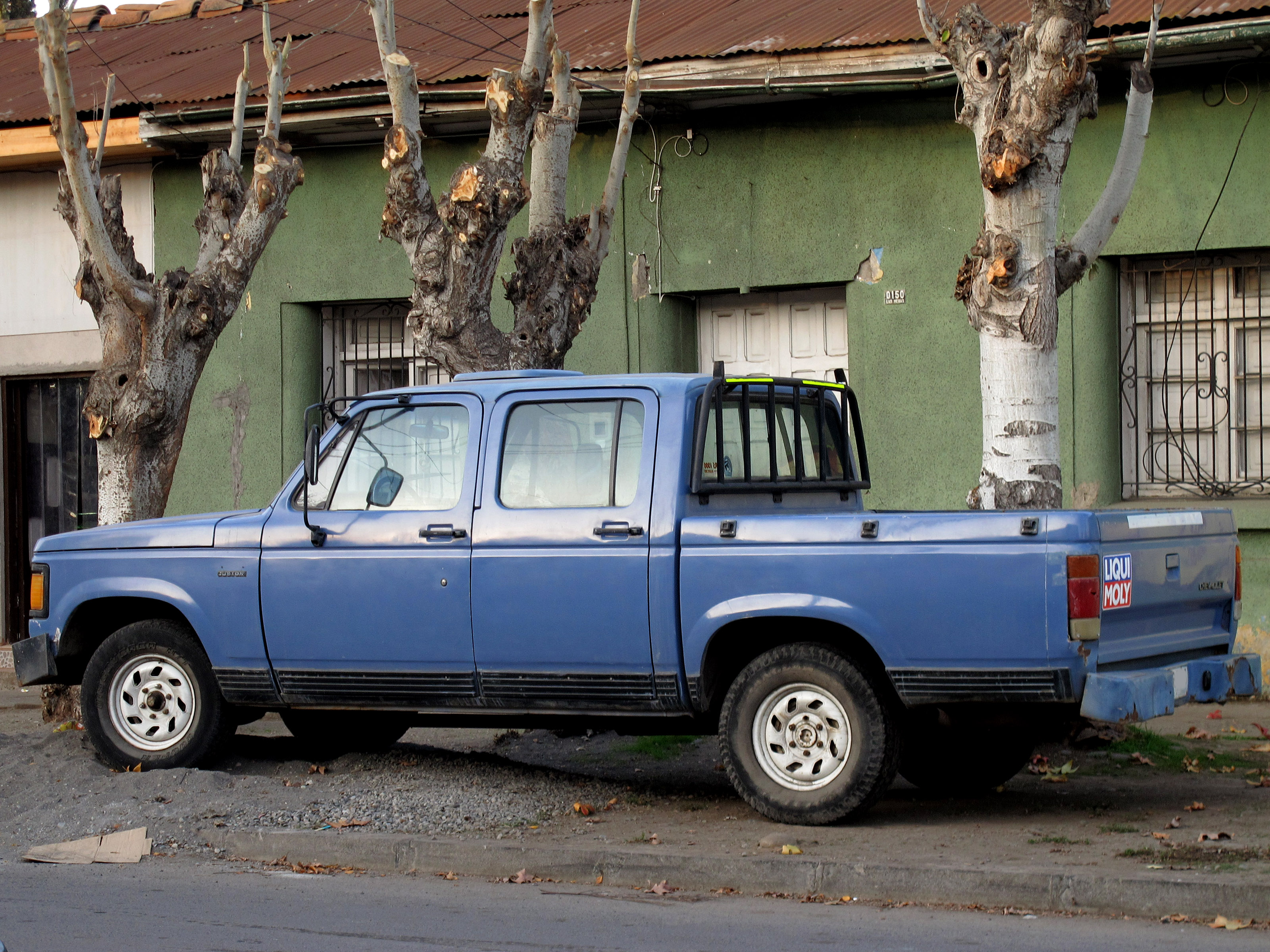
C20 custom cabine dupla 1992
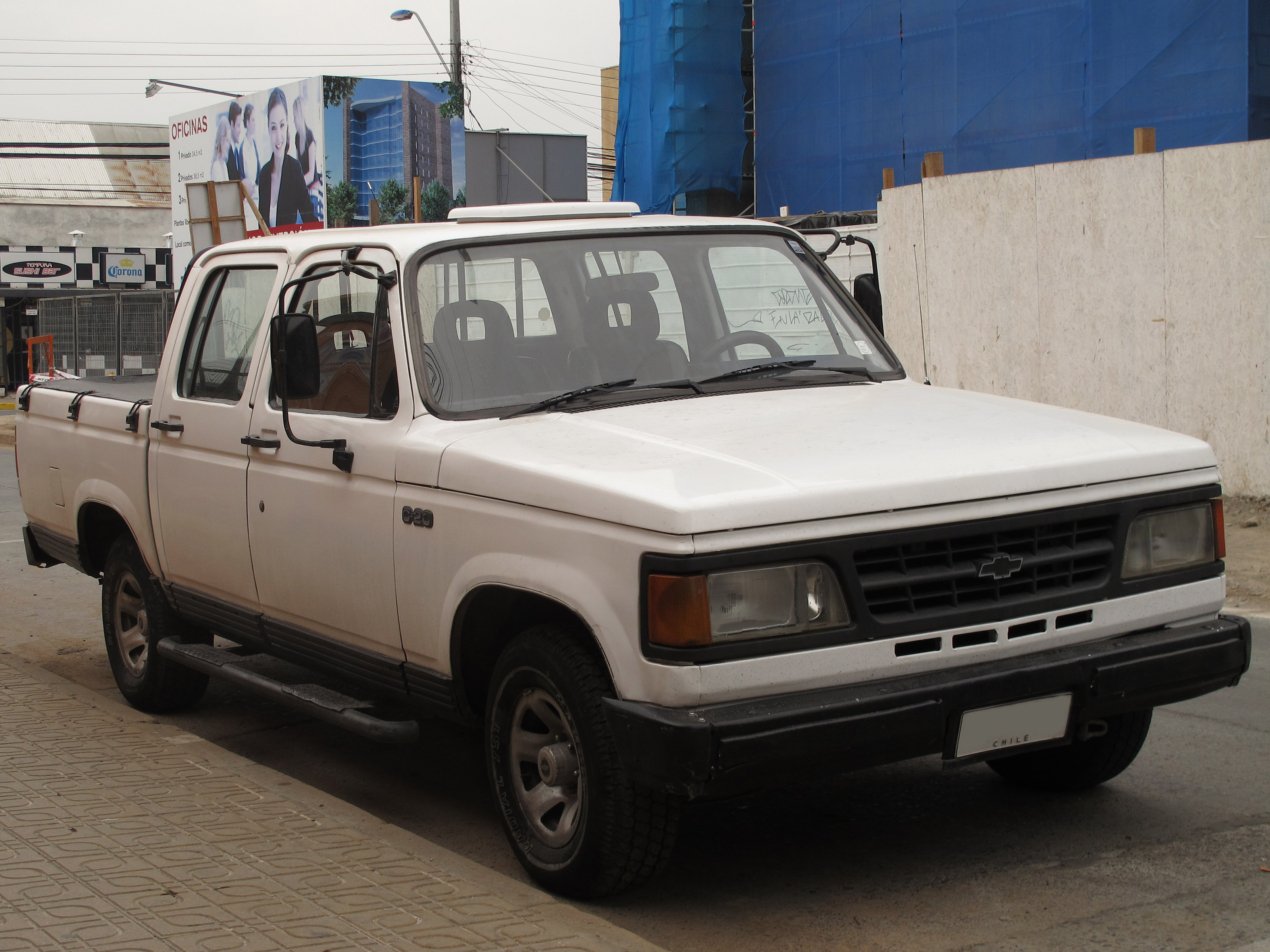
C20 com o facelift pós 92
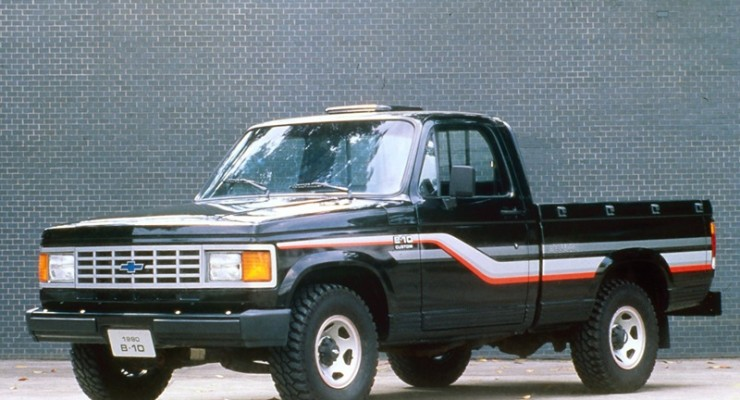
B10 modelo exportação, equivalente a C20
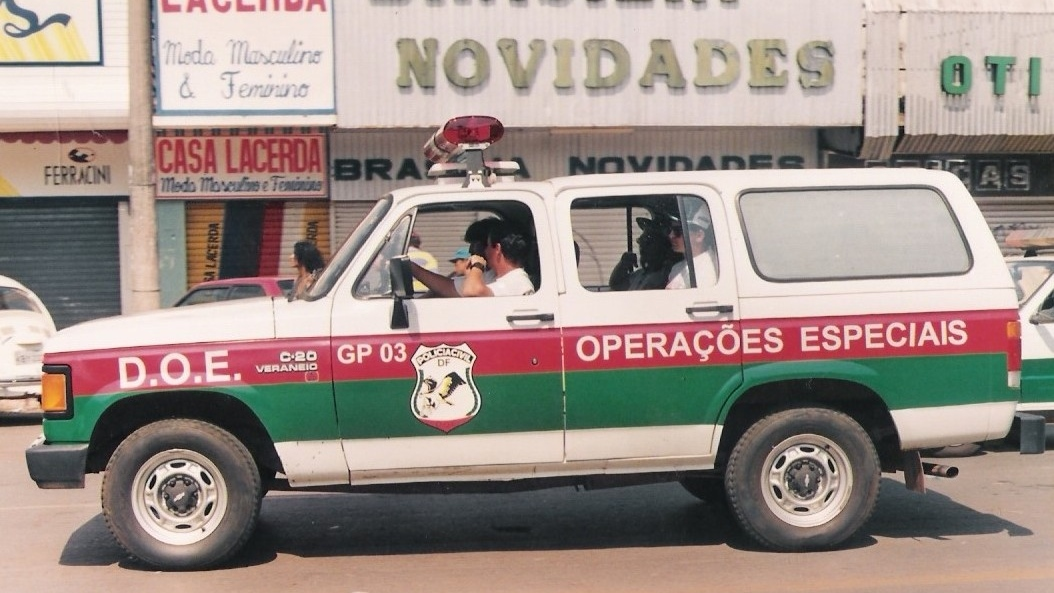
A Veraneio ganhou sua segunda geração